# Драган Шолак
Драган Шолак (серб. Драган Шолак; нар. 30 березня 1980, Вербас) — сербський шахіст, від грудня 2011 року представник Туреччини, гросмейстер від 2001 року.

## Шахова кар'єра
Неодноразово представляв Югославію на чемпіонатах світу i Європи серед юніорів у різних вікових категоріях, найвищого успіху досягнув у 1996 році Рімавскій Соботі, де здобув звання віце-чемпіона Європи до 16 років. На 2000 рік припадає ще один успіх, коли на чемпіонаті світу до 20 років у Єревані посів 5-те місце. У 2014 році посів 4-те місце на індивідуальному чемпіонаті Європи, який відбувся в Єревані.
2010 року посів 4-те місце у фіналі чемпіонату Сербії. Двічі здобув звання чемпіона Туреччини, у 2012 і 2013 роках.
Досягнув низки успіхів на міжнародних турнірах, зокрема:
- посів 2-ге місце в Коринфі (1999, позаду Ігоря Новікова),
- поділив 1-ше місце в Базелі (2002, разом з Андрієм Соколовим i Володимиром Тукмаковим),
- поділив 2-ге місце в Любляні (2003, позаду Олександра Делчева, разом із, зокрема, Іваном Фараґо i Сергієм Федорчуком),
- посів 3-тє місце в Салоніках (позаду Олександра Ковачевича i Мірчі-Еміліана Пирліграса),
- посів 1-ше місце в Порторожі (2003),
- двічі поділив 1-ше місце в Порторожі (2004 — разом з Мішо Цебало, 2005 — разом з Ненадем Ферчечем, Петаром Бенковичем i Юре Шкоберне),
- посів 1-ше місце в Бієло-Полє (2004),
- поділив 2-ге місце в Афінах (2004, турнір Acropolis (open B)), позаду Бартоша Соцко, разом з Мірчою-Еміліаном Пирліграсом, Суатом Аталиком i Аліком Гершоном),
- поділив 2-ге місце в Дубаї (2005, позаду Ван Хао, разом із, зокрема, Чжаном Чжуном, Захаром Єфименком i Євгеном Мірошниченком)),
- поділив 1-ше місце в Новому Саді (2009, разом з Юре Шкоберне),
- поділив 1-ше місце в Кавалі (2011, разом з Матеушем Бартелем),
- поділив 1-ше місце в Дубаї (2015, разом з Дейвідом Хауеллом, Володимиром Федосєєвим, Андрей Істрецеску, Іваном Іванішевичем а також Ельтаджем Сафарлі)[8].

Неодноразово представляв Югославію, Сербію i Туреччину на командних змаганнях, зокрема:
- чотири рази на шахових олімпіадах (2000, 2004, 2008, 2012)[9],
- на командному чемпіонаті світу (2013)[10],
- п'ять разів на командних чемпіонатах Європи (1999, 2005, 2009, 2011, 2013)[11],
- на шаховій олімпіаді серед юніорів до 16 років (1995)[12].

Найвищий рейтинг Ело дотепер мав станом на 1 липня 2014 року, досягнувши 2639 пунктів, посідав тоді 1-ше місце серед турецьких шахістів.

## Зміни рейтингу
| На цьому місці має відображатися графік чи діаграма, однак з технічних причин його відображення наразі вимкнено. Будь ласка, не видаляйте код, який викликає це повідомлення. Розробники вже працюють для того, щоби відновити штатне функціонування цього графіка або діаграми. | |
| | На цьому місці має відображатися графік чи діаграма, однак з технічних причин його відображення наразі вимкнено. Будь ласка, не видаляйте код, який викликає це повідомлення. Розробники вже працюють для того, щоби відновити штатне функціонування цього графіка або діаграми. |